# Utinga (mosdiertjes)
Utinga is een monotypisch mosdiertjesgeslacht uit de familie van de Petraliidae en de orde Cheilostomatida. De wetenschappelijke naam ervan is in 1949 voor het eerst geldig gepubliceerd door Marcus.

## Soort
- Utinga castanea (Busk, 1884)